# Spielbach (Schrozberg)
Spielbach ist ein kleiner Ort in Hohenlohe. Die ländlich geprägte ehemalige Gemeinde gehört zur Stadt Schrozberg im Landkreis Schwäbisch Hall.

## Geographie
Spielbach liegt im Osten des Schrozberger Stadtgebietes an der Grenze zu Rothenburg ob der Tauber in Bayern. Zu Spielbach gehören außer dem Dorf Spielbach selbst der Weiler Böhmweiler knapp 2 km im Osten, der Weiler Bovenzenweiler knapp 3,5 km im Südwesten, der Weiler Enzenweiler etwa 3,5 km im Südosten, der Weiler Heiligenbronn etwa 2 km im Ostsüdosten, der Weiler Hummertsweiler etwa 1,5 km im Südosten, der Hof Keitelhof etwa 3 km im Südosten, der Weiler Obereichenrot über 3 km im Südsüdwesten, der Hof Schöngras knapp 3 km im Süden und der Weiler Untereichenrot etwa 2 km im Westsüdwesten. (Entfernung in Luftlinie von der Ortsmitte von Spielberg zu der des jeweiligen Siedlungsplatzes .)
Das Naturschutzgebiet Oberrimbacher Erdfälle mit einer Fläche von 71,2 Hektar liegt auf den Gemarkungen von Oberrimbach, Wildentierbach und Spielbach.

## Geschichte
Mit Rothenburg ob der Tauber kam Spielbach 1802/03 zunächst an Bayern, 1810 dann im Grenzvertrag zwischen Bayern und Württemberg an das Königreich Württemberg, wo es 1811 dem Oberamt Gerabronn zugeteilt wurde. Bei der Verwaltungsreform während der NS-Zeit in Württemberg gelangte das Dorf 1938 zum Landkreis Crailsheim. 1945 wurde der Ort Teil der Amerikanischen Besatzungszone und gehörte somit zum neu gegründeten Land Württemberg-Baden, das 1952 im jetzigen Bundesland Baden-Württemberg aufging.
Am 1. April 1972 wurde Spielbach nach Schrozberg eingemeindet und kam mit diesem durch die Kreisreform am 1. Januar 1973 zum Landkreis Schwäbisch Hall.

## Bevölkerung
Zusammen mit allen Weilern auf der Gemarkung hat Spielbach 521 Einwohner (Stand: 30. Juni 2004).